# Desirée Dauber
Desirée Dauber (* 18. September 1973 in Darmstadt) ist eine deutsche Juristin, Mitglied des Hessischen Staatsgerichtshofs und seit November 2014 Richterin am Bundesgerichtshof in Karlsruhe.

## Leben
Im Anschluss an das Studium der Rechtswissenschaft an der Johannes Gutenberg-Universität Mainz und die Referendarzeit ebenfalls in Mainz wurde Dauber an der Universität Münster mit einer Dissertation zum Thema „Das Realisationsprinzip als Grundprinzip der steuerrechtlichen Gewinnermittlung“ promoviert. 
Sie begann ihre juristische Karriere 2003 im höheren Justizdienst des Landes Hessen. Als Proberichterin war sie zunächst bei dem Landgericht Darmstadt und dem Amtsgericht Fürth im Odenwald tätig. In dieser Zeit war sie unter anderem als Beisitzerin an einem Mordprozess wegen der Tötung einer 17 Jahre alten Jordanierin durch Verwandte beteiligt. Von September 2005 bis Juli 2008 wurde Desirée Dauber an das Hessische Ministerium der Justiz abgeordnet und wurde während dessen im November 2006 zur Richterin am Landgericht Darmstadt ernannt. Sie war als wissenschaftliche Mitarbeiterin von August 2008 bis Mai 2011 an den Bundesgerichtshof und anschließend bis Juni 2012 an das Bundesverfassungsgericht in Karlsruhe abgeordnet worden. Während dieser Abordnung erfolgte im August 2011 ihre Beförderung zur Richterin am Oberlandesgericht Frankfurt am Main. Am Oberlandesgericht gehörte sie seit Juli 2012 einem Zivil- und einem Strafsenat an.
Nach ihrer Ernennung zur Richterin am Bundesgerichtshof 2014 wurde sie dem für Bank- und Börsenrecht zuständigen XI. Zivilsenat des Bundesgerichtshofes zugewiesen.
Am 15. Oktober 2014 wurde Dauber auf Vorschlag der CDU-Fraktion vom Hessischen Landtag zum stellvertretenden nicht richterlichen Mitglied an den Staatsgerichtshof des Landes Hessen gewählt. Die Wiederwahl erfolgte 2019. Am 31. Mai 2022 wurde Dauber ständiges richterliches Mitglied des Hessischen Staatsgerichtshofs, als Nachrückerin für Roman Poseck, der am 31. Mai 2022 zum Justizminister des Landes Hessen ernannt worden war. Sie hat das Amt bis zum Ende der Legislaturperiode 2024 inne.
Neben ihrer richterlichen Tätigkeit engagiert sich Desirée Dauber politisch für die CDU.

## Veröffentlichungen
- Das Realisationsprinzip als Grundprinzip der steuerrechtlichen Gewinnermittlung. Dissertation. Lang, Frankfurt am Main / Berlin / Bern / Bruxelles / New York / Oxford / Wien 2003, ISBN 978-3-631-50808-4.
- mit vielen anderen: Bankrechts-Handbuch. Hrsg.: Jürgen Ellenberger, Hermann-Josef Bunte. 6. Auflage. C. H. Beck, München 2022, ISBN 978-3-406-74430-3 (Erstausgabe:  1997).